# Ruta Nacional 3 (Argentina)
La Ruta Nacional 3 «Comandante Luis Piedrabuena» es una carretera argentina, que une las provincias de Buenos Aires, Río Negro, Chubut, Santa Cruz y Tierra del Fuego, Antártida e Islas del Atlántico Sur. Se extiende desde la Avenida General Paz (localidad bonaerense de Lomas del Mirador) hasta el puente sobre el Río Lapataia, en un recorrido de 3079 km. El camino se encuentra pavimentado hasta el Paso Fronterizo Integración Austral.
El camino se halla interrumpido en el paso mencionado ubicado en el km 2673,95 debido a la presencia del Estrecho de Magallanes, por lo que el acceso entre las provincias de Santa Cruz y Tierra del Fuego se efectúa por Chile, mediante la Ruta CH-255 y Ruta CH-257 de 57 km al norte del Estrecho y otra de pavimento y ripio de 148 km al sur del mismo. El cruce del Estrecho de Magallanes se realiza en 20 minutos mediante un ferry que recorre 4,65 km. La ruta continúa en el Hito 1 de la provincia de Tierra del Fuego a partir de la misma progresiva kilométrica 2673,95.

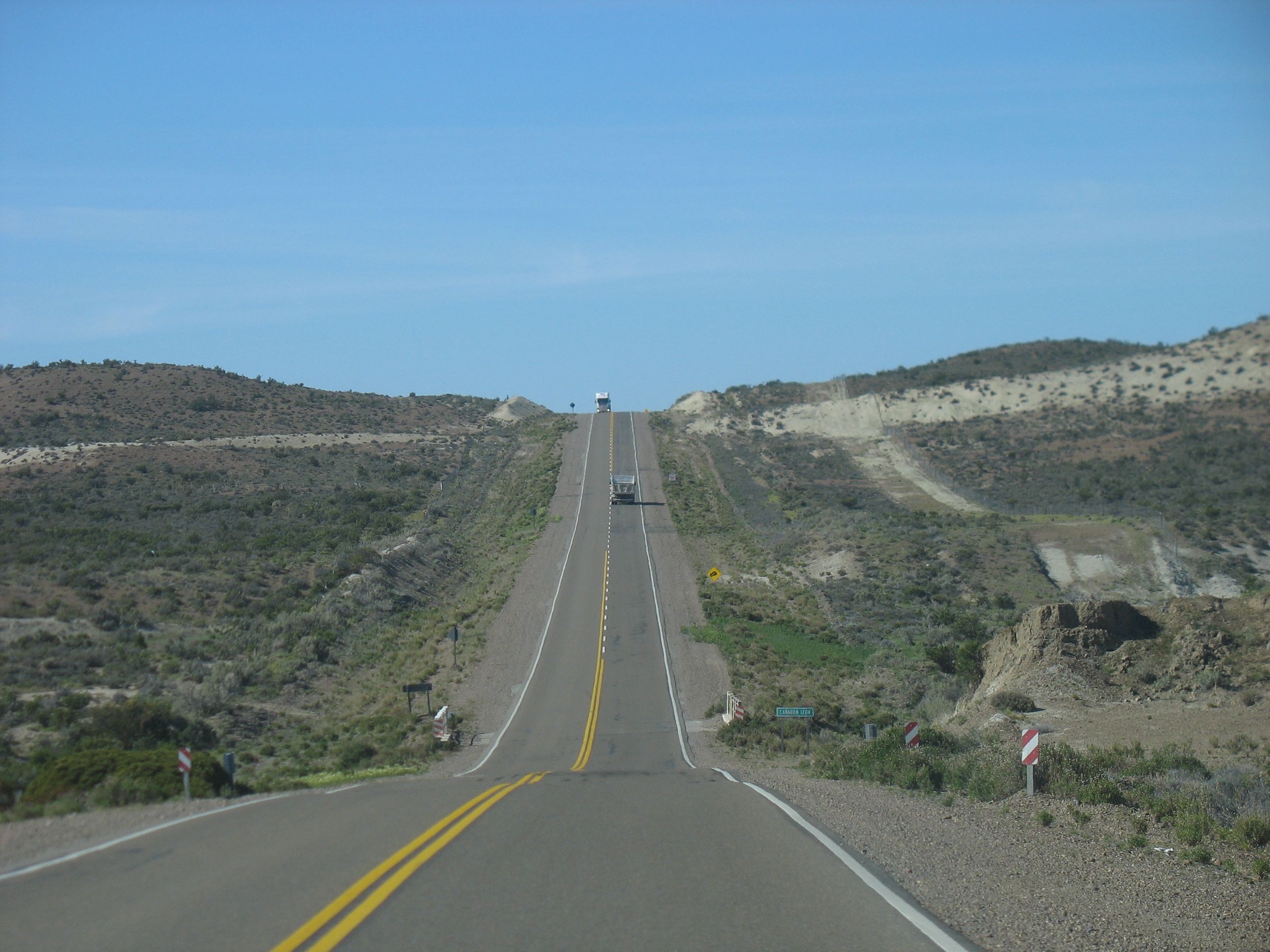
Vista de la Ruta Nacional N.º 3 a la altura de Playa Las Golondrinas, a unos 30 km al sur de Caleta Olivia en la Provincia de Santa Cruz.

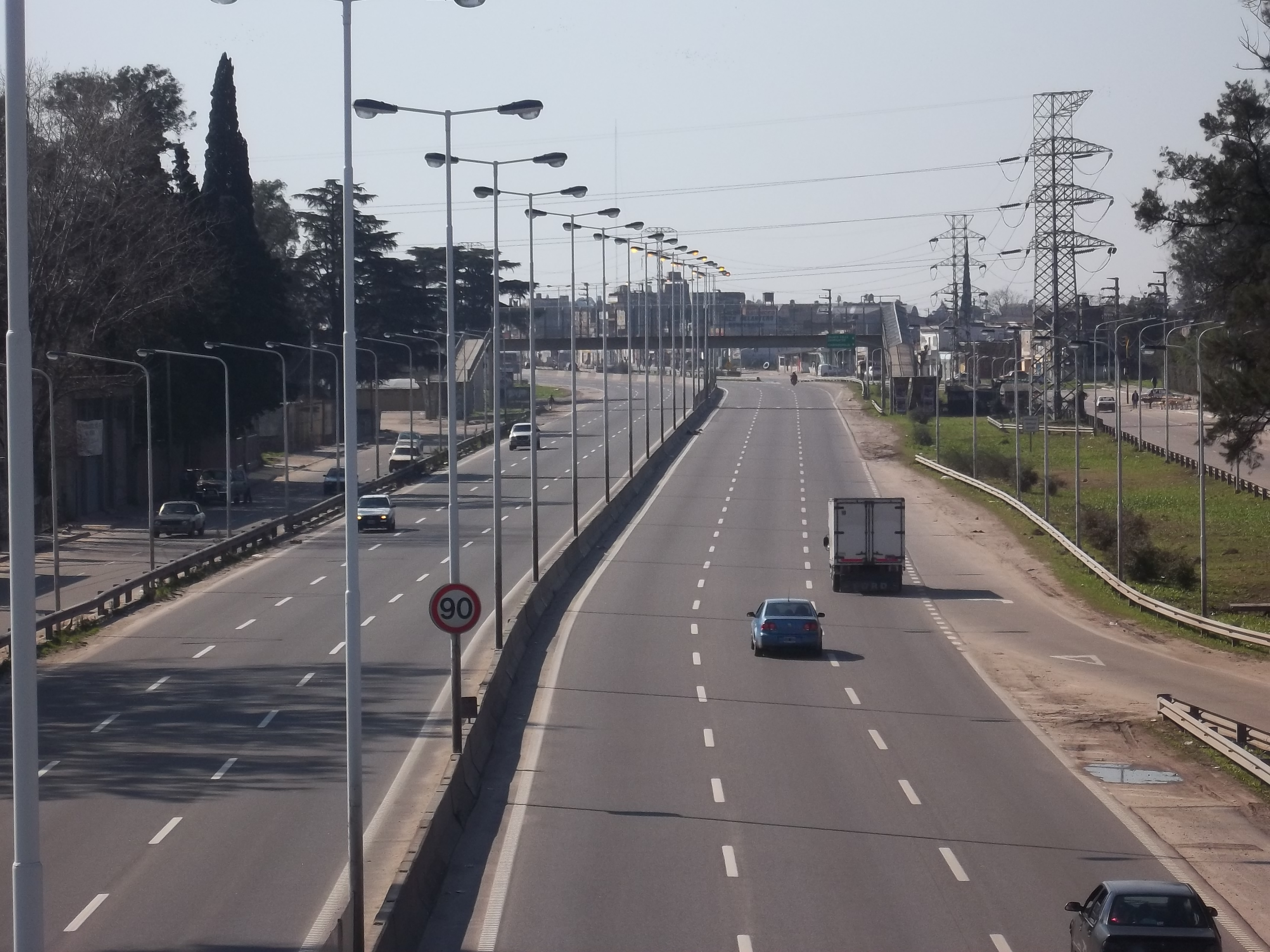
Ruta Nacional 3 en González Catán hacia el norte

De acuerdo con el Decreto 1931 del 3 de agosto de 1983, esta ruta se llama Comandante Luis Piedrabuena al sur de la Ruta Nacional 22, es decir, a partir del km 719. La ley 26.797 de 2012 le designa el nombre de Padre José Zink al tramo de la ruta que atraviesa la provincia de Tierra del Fuego, Antártida e Islas del Atlántico Sur.

## Ciudades
A continuación se enumeran las poblaciones por las que pasa esta ruta de norte a sur. Los pueblos entre 500 y 5000 habitantes están marcados en itálica.

### Provincia de Buenos Aires
Recorrido: 949 km (km 14 a 963).

#### Región Metropolitana de Buenos Aires
- Partido de La Matanza (km 14-47): Lomas del Mirador (km 16), San Justo (km 19), Isidro Casanova (km 21), Gregorio de Laferrere (km 26), González Catán (km 29) y Virrey del Pino (km 35).

- Partido de Marcos Paz (km 47-50): Zona urbana adyacente a Virrey del Pino.

- Partido de Cañuelas (km 50-91): Santa Rosa (km 55), Cañuelas (km 62-67) y La Noria (km 72-79).

#### Interior de la Provincia de Buenos Aires
- Partido de Monte (km 91-136): Abbott (km 92), San Miguel del Monte (km 112) y acceso a Zenón Videla Dorna (km 118).

- Partido de General Belgrano (km 136-159): no hay localidades de más de 500 hab.

- Partido de Las Flores (km 159-230): Las Flores (km 188-193).

- Partido de Azul (km 230-374): Cacharí (km 243), Azul (km 299) y Chillar (km 360).

- Partido de Benito Juárez (km 374-429): Acceso a Benito Juárez por Ruta Provincial 86 (km 401).

- Partido de Adolfo Gonzales Chaves (km 429-465): Adolfo Gonzales Chaves (km 450).

- Partido de Tres Arroyos (km 465-532): Tres Arroyos (km 492-495) y Micaela Cascallares (km 514).

- Partido de Coronel Dorrego (km 532-638): El Perdido (km 564) y Coronel Dorrego (km 593).

- Partido de Coronel de Marina Leonardo Rosales (km 638-671): acceso a Villa General Arias (km 670).

- Partido de Bahía Blanca (km 671-707): Acceso a Ingeniero White (km 677) por Ruta Nacional 252, Bahía Blanca (km 681-697) y acceso a General Daniel Cerri (km 698).

- Partido de Villarino (km 707-809): Mayor Buratovich (km 779), Hilario Ascasubi (km 792) y Pedro Luro (km 807-809).

- Partido de Patagones (km 809-963): Villalonga (km 850), Stroeder (km 881), Carmen de Patagones (km 961-963).

### Provincia de Río Negro
Recorrido: 339 km (km 963 a 1304)
- Departamento Adolfo Alsina: Viedma (km 966).
- Departamento San Antonio: San Antonio Oeste (km 1139), acceso a Las Grutas (km 1149) y Sierra Grande (km 1265).

### Provincia del Chubut
Recorrido: 552 km (km 1304 a km 1856)
- Departamento Biedma: acceso a Puerto Madryn (km 1394).

- Departamento Rawson: Trelew (km 1451) y acceso a Rawson (km 1456).

- Departamento Gaiman: no hay localidades de más de 500 hab.

- Departamento Florentino Ameghino: no hay localidades de más de 500 hab.

- Departamento Escalante: Comodoro Rivadavia (km 1831-1838) y Rada Tilly (km 1843).

### Provincia de Santa Cruz
Recorrido: 818 km (km 1856 a km 2674)
- Departamento Deseado: Sindicato Dodero (km 1866), La Lobería (km 1859), El Mangrullo (km 1894), Caleta Olivia (km 1908-1919), Fitz Roy (km 2074).

- Departamento Magallanes: acceso a Puerto San Julián (km 2252).

- Departamento Corpen Aike: Comandante Luis Piedra Buena (km 2372).

- Departamento Güer Aike: Río Gallegos (km 2607-2609).

### Provincia de Tierra del Fuego, Antártida e Islas del Atlántico Sur
Recorrido: 405 km (km 2674 a km 3079).
- Departamento Río Grande: acceso a San Sebastián (Chile) (km 2766), Río Grande (km 2841-2845)
- Departamento Tolhuin Tolhuin (km 2950).

- Departamento Ushuaia: Ushuaia (km 3056-3062).

## Recorrido
- A continuación, se muestran los cruces con otras rutas y ferrocarriles que se presentan en el trayecto. El tramo de 5 km entre la Avenida General Paz y el Camino de Cintura es denominado "Ruta Provincial 3", mientras que en todo el partido de La Matanza es denominado como "Avenida Brigadier General Juan Manuel de Rosas".

|  | CONTgq | ABZq+lr | CONTfq |

|  | STRq | KRZ | STRq |

| lDAMPF |  | SKRZ-GBUE |  |

|  | STRq | KRZ | STRq |

|  | RMq | RMIdu | RMq |

|  |  | RM |

| lDAMPF |  | exSKRZ-G+eBUE |  |

|  | STRq | RMKRZ | STRq |

|  | STRq | RMKRZ | STRq |

|  | STRq | RMKRZ | STRq |

|  | WASSERq | RMoW2 | WASSERq |

|  | STRq | RMIaboa | STRq |

| lDAMPF |  | SKRZ-Muq |  |

|  |  | exSKRZ-G+eBUE |

|  | STRq | RMKRZ | STRq |

|  |  | RM |

|  | WASSERq | RMoW2 | WASSERq |

|  | RMq | RMIcu | RMq |

|  | exSTRq | RMKRZ | STRq |

|  |  | RM |

|  | WASSERq | RMoW2 | WASSERq |

|  |  | RM |

|  |  | RM |

|  | WASSERq | RMoW2 | WASSERq |

|  |  | RM |

|  |  | RM |

|  | RMq | MWNODE | RMq |

|  | STRq | TBHF | RMq |

| lDAMPF |  | SKRZ-GBUE |  |

|  |  | TEEaq | STRq |

|  | STR |

|  | WASSERq | WBRÜCKE1 | WASSERq |

| STRq | ABZgr+r |

|  | RM |

|  | RM + lGRENZE |

| exSTRq | MWNODEl |

|  | RM |

|  | RM |

| exSTRq | MWNODEl |

|  | RM |

|  | exSKRZ-G+eBUE |

|  | STRq | MWNODE | STRq |

|  |  | STR |

|  |  | TEEaq | STRq |

|  |  | STR |

|  | STRq | TEEeq |  |

|  |  | STR |

|  | WASSERq | hKRZWae | WASSERq |

|  |  | STR |

|  |  | STR |

|  |  | STR |

|  |  | STR |

|  |  | SKRZ-GBUE |

|  | STRq | TEEeq |  |

|  | STRq | TBHF | STRq |

| lDAMPF |  | SKRZ-GBUE |  |

|  |  | STR |

|  | WASSERq | WBRÜCKE1 | WASSERq |

|  |  | STR |

|  |  | STR |

|  | STRq | KRZ | STRq |

|  |  | STR |

|  | WASSERq | WBRÜCKE1 | WASSERq |

|  |  | GRENZE |

|  |  | STR |

|  | STRq | KRZ | STRq |

|  | STRq | ABZgr+r |  |

|  | STRq | TEEeq |  |

| lDAMPF |  | SKRZ-GBUE |  |

| FLUG |  | TEEaq | STRq |

|  | RMq | MWNODE | STRq |

|  | WASSERq | WBRÜCKE1 | WASSERq |

|  |  | STR |

|  | WASSERq | WBRÜCKE1 | WASSERq |

|  |  | STR |

|  |  | SKRZ-GBUE |

| lDAMPF |  | SKRZ-GBUE |  |

|  |  | SKRZ-GBUE |

|  |  | STR |

|  |  | STR |

|  |  | STR |

|  |  | TEEaq | STRq |

|  | STRq | TBHF | STRq |

|  |  | STR |

|  |  | STR |

|  |  | STR |

|  | STRq | TBHF | STRq |

|  |  | ABZgl+l | STRq |

| FLUG | STRq | TEEeq |  |

|  |  | STR |

|  |  | STR |

|  |  | STR |

|  |  | SKRZ-GBUE |

|  |  | TEEaq | STRq |

|  | WASSERq | WBRÜCKE1 | WASSERq |

|  |  | ABZgl+l | STRq |

|  |  | ABZgl+l | STRq |

|  |  | TEEaq | STRq |

|  | WASSERq | WBRÜCKE1 | WASSERq |

| FLUG | STRq | TEEeq |  |

|  | STRq | TEEeq |  |

|  |  | STR |

|  |  | SKRZ-GBUE |

|  |  | STR |

|  |  | GRENZE |

|  |  | STR |

|  |  | TEEaq | STRq |

|  | WASSERq | WBRÜCKE1 | WASSERq |

|  |  | STR |

|  | WASSERq | WBRÜCKE1 | WASSERq |

|  |  | STR |

|  | WASSERq | WBRÜCKE1 | WASSERq |

|  |  | STR |

|  |  | SKRZ-GBUE |

|  | STRq | TEEeq |  |

| FLUG |  | TEEaq | STRq |

|  |  | STR |

|  | WASSERq | WBRÜCKE1 | WASSERq |

|  |  | STR |

|  |  | ABZgl+l | STRq |

|  |  | STR |

|  | WASSERq | WBRÜCKE1 | WASSERq |

|  |  | STR |

|  | WASSERq | WBRÜCKE1 | WASSERq |

|  |  | STR |

|  |  | STR |

|  |  | TEEaq | STRq |

|  |  | STR |

|  |  | ABZgl+l | STRq |

| lDAMPF |  | SKRZ-Gu |  |

|  |  | STR |

|  |  | MWNODEr | STRq |

|  |  | RM |

| lDAMPF |  | exSKRZ-G+eBUE |  |

|  | STRq | MWNODEl |  |

|  |  | MWNODEr | STRq |

| lDAMPF |  | exSKRZ-G+eBUE |  |

|  | STRq | MWNODEl |  |

|  |  | STR |

|  | STRq | ABZgr+r |  |

|  |  | MWNODEr | STRq |

|  |  | SKRZ-GBUE |

| lDAMPF |  | SKRZ-GBUE |  |

|  |  | STR |

|  | WASSERq | WBRÜCKE1 | WASSERq |

|  |  | STR |

|  |  | STR |

|  | STRq | ABZgr+r |  |

| lDAMPF |  | SKRZ-GBUE |  |

|  |  | STR |

|  |  | SKRZ-GBUE |

|  |  | STR |

|  | WASSERq | WBRÜCKE1 | WASSERq |

|  |  | STR |

|  | WASSERq | WBRÜCKE1 | WASSERq |

|  |  | STR |

|  | WASSERq | WBRÜCKE1 | WASSERq |

|  | WASSERq | WBRÜCKE1 | WASSERq |

|  |  | STR |

|  |  | SKRZ-GBUE |

|  |  | STR |

|  | WASSERq | WBRÜCKE1 | WASSERq |

|  |  | STR |

|  |  | STR |

|  |  | ABZgl+l | STRq |

| FLUG |  | TEEaq | STRq |

|  | STRq | RMIfo4 | STRq |

|  |  | RM |

|  | WASSERq | hSTRae+GRZq | WASSERq |

|  |  | STR |

|  |  | ABZgl+l | STRq |

|  | STRq | TBHF | STRq |

|  | WASSERq | WBRÜCKE1 | WASSERq |

|  |  | STR |

|  | STRq | ABZgr+r |  |

|  |  | STR |

|  | WASSERq | WBRÜCKE1 | WASSERq |

|  |  | STR |

|  |  | TEEaq | STRq |

|  |  | STR |

|  |  | SKRZ-GBUE |

|  |  | STR |

|  |  | ABZgl+l | STRq |

|  |  | STR |

|  | STRq | TBHF | STRq |

| lDAMPF |  | SKRZ-GBUE |  |

| FLUG |  | TEEaq | STRq |

|  |  | TEEaq | STRq |

|  |  | STR |

|  | STRq | TEEeq |  |

|  |  | STR |

|  | WASSERq | WBRÜCKE1 | WASSERq |

|  |  | STR |

|  | STRq | TEEeq |  |

|  |  | STR |

|  | WASSERq | WBRÜCKE1 | WASSERq |

|  |  | STR |

|  | STRq | ABZgr+r |  |

|  |  | TEEaq | STRq |

|  |  | STR |

|  |  | STR |

|  | GRZq | STR+GRZq | GRZq |

|  |  | STR |

|  | WASSERq | WBRÜCKE1 | WASSERq |

|  |  | STR |

|  | exSTRq | TBHF | STRq |

|  |  | STR |

|  |  | TEEaq | STRq |

|  |  | STR |

|  | STRq | RMIfo4 | STRq |

| FLUG |  | MWNODEr | STRq |

|  |  | MWNODEr | RMq |

|  |  | RM |

| FLUG |  | MWNODEr | STRq |

|  | RMq | MWNODEl |  |

|  | WASSERq | RMoW2 | WASSERq |

|  | STRq | MWNODE | STRq |

|  | WASSERq | RMoW2 | WASSERq |

|  | STRq | RMIco | STRq |

|  |  | STR |

|  |  | TEEaq | STRq |

|  |  | STR |

|  | STRq | TEEeq |  |

|  |  | STR |

|  |  | TEEaq | STRq |

|  |  | STR |

|  | STRq | TEEeq |  |

|  |  | STR |

|  |  | TEEaq | STRq |

|  |  | STR |

|  | WASSERq | WBRÜCKE1 | WASSERq |

|  |  | STR |

|  |  | TEEaq | STRq |

|  |  | STR |

|  | STRq | TEEeq |  |

|  |  | STR |

|  | WASSERq | WBRÜCKE1 | WASSERq |

|  |  | STR |

|  | STRq | TEEeq |  |

|  |  | STR |

|  |  | SKRZ-GBUE |

| FLUG |  | MWNODEr | STRq |

|  | STRq | RMKRZ | STRq |

|  |  | exSKRZ-G+eBUE |

|  | STRq | RMIfo4 | STRq |

|  | STRq | RMKRZ | STRq |

|  |  | exSKRZ-G+eBUE |

|  | STRq | RMKRZ | STRq |

|  | STRq | RMKRZ | STRq |

|  | WASSERq | RMoW2 | WASSERq |

|  | STRq | RMKRZ | STRq |

|  | STRq | MWNODEl |  |

|  | STRq | MWNODEl |  |

| FLUG |  | MWNODEr | STRq |

|  | STRq | MWNODEl |  |

|  |  | RM |

|  |  | MWNODEr | STRq |

|  | RMq | RMIdu | RMq |

|  |  | STR |

|  |  | TBHF | STRq |

|  |  | STR |

|  | GRZq | STR+GRZq | GRZq |

|  |  | STR |

|  |  | TEEaq | STRq |

|  |  | TEEaq | STRq |

|  |  | STR |

|  | RMq | MWNODEl |  |

|  |  | STR |

|  |  | MWNODEr | RMq |

|  |  | RM |

|  | RMq | RMIdu | RMq |

|  | STRq | MWNODE | STRq |

|  | STRq | MWNODE | STRq |

|  | RMq | MWNODE | RMq |

|  |  | RM |

|  | RMq | RMIdu | RMq |

|  |  | MWNODEr | RMq |

|  |  | STR |

| FLUG | STRq | ABZgr+r |  |

|  |  | STR |

|  | WASSERq | WBRÜCKE1 | WASSERq |

|  |  | TEEaq | STRq |

|  | WASSERq | WBRÜCKE1 | WASSERq |

|  |  | STR |

|  | STRq | ABZgr+r |  |

|  |  | STR |

|  |  | TEEaq | STRq |

|  |  | SKRZ-GBUE |

|  |  | ABZgl+l | STRq |

|  |  | STR |

|  | WASSERq | WBRÜCKE1 | WASSERq |

|  | STRq | TEEeq |  |

|  | WASSERq | WBRÜCKE1 | WASSERq |

|  |  | STR |

|  | STRq | TEEeq |  |

|  |  | STR |

|  |  | TEEaq | STRq |

|  |  | STR |

|  | WASSERq | WBRÜCKE1 | WASSERq |

|  |  | STR |

|  | STRq | TEEeq |  |

|  |  | TEEaq | STRq |

|  |  | STR |

|  | STRq | TEEeq |  |

|  |  | ABZgl+l | STRq |

| FLUG | STRq | TEEeq |  |

|  | WASSERq | WBRÜCKE1 | WASSERq |

|  | WASSERq | WBRÜCKE1 | WASSERq |

|  |  | STR |

|  | WASSERq | WBRÜCKE1 | WASSERq |

|  |  | STR |

|  | STRq | TEEeq |  |

|  | WASSERq | hKRZWae | WASSERq |

|  |  | STR |

|  |  | TEEaq | STRq |

|  |  | TEEaq | STRq |

|  |  | STR |

|  | STRq | ABZgr+r |  |

|  |  | STR |

|  |  | TEEaq | STRq |

|  |  | STR |

|  | STRq | TEEeq |  |

|  |  | STR |

|  |  | TEEaq | STRq |

|  |  | STR |

|  |  | TEEaq | STRq |

|  | STRq | MWNODEl |  |

|  | WASSERq | RMoW2 | WASSERq |

|  | STRq | MWNODEl |  |

|  |  | RM |

| FLUG |  | MWNODEr | STRq |

|  |  | exSKRZ-G+eBUE |

|  |  | MWNODEr | STRq |

|  | STRq | MWNODEl |  |

|  |  | MWNODEr | STRq |

|  |  | MWNODEr | STRq |

|  |  | MWNODEr | STRq |

| FLUG | STRq | MWNODEl |  |

|  |  | ABZgl+l | STRq |

| lDAMPF |  | SKRZ-GBUE |  |

|  |  | TEEaq | STRq |

|  |  | STR |

|  |  | STR |

|  |  | STR |

|  | GRZq | STR+GRZq | GRZq |

|  |  | STR |

|  |  | STR |

|  |  | STR |

|  |  | STR |

|  | WASSERq | WASSERq | WASSERq |

|  |  | exSTR |

|  | GRZq | exSTR+GRZq | GRZq |

|  |  | exSTR |

|  |  | exSTR |

|  | WASSERq | exWBRÜCKE1 | WASSERq |

|  |  | exSTR |

|  | STRq | TEEeq |  |

|  |  | STR |

|  | WASSERq | WBRÜCKE1 | WASSERq |

|  |  | STR |

|  |  | ABZgl+l | STRq |

|  | STRq | TBHF | STRq |

| FLUG | STRq | ABZgr+r |  |

|  |  | STR |

|  | STRq | TEEeq |  |

|  | STRq | TEEeq |  |

|  |  | STR |

|  | WASSERq | WBRÜCKE1 | WASSERq |

|  |  | STR |

|  | WASSERq | WBRÜCKE1 | WASSERq |

|  |  | TEEaq | STRq |

|  |  | STR |

|  | STRq | TEEeq |  |

|  |  | STR |

| FLUG |  | TEEaq | STRq |

|  | WASSERq | WBRÜCKE1 | WASSERq |

|  |  | STR |

|  | WASSERq | WBRÜCKE1 | WASSERq |

|  | WASSERq | WBRÜCKE1 | WASSERq |

|  |  | STR |

|  |  | TEEaq | STRq |

|  | WASSERq | WBRÜCKE1 | WASSERq |

|  |  | STR |

|  | STRq | ABZgr+r |  |

|  | STRq | TBHF | STRq |

|  |  | STR |

|  | WASSERq | WASSERq | WASSERq |

## Gestión

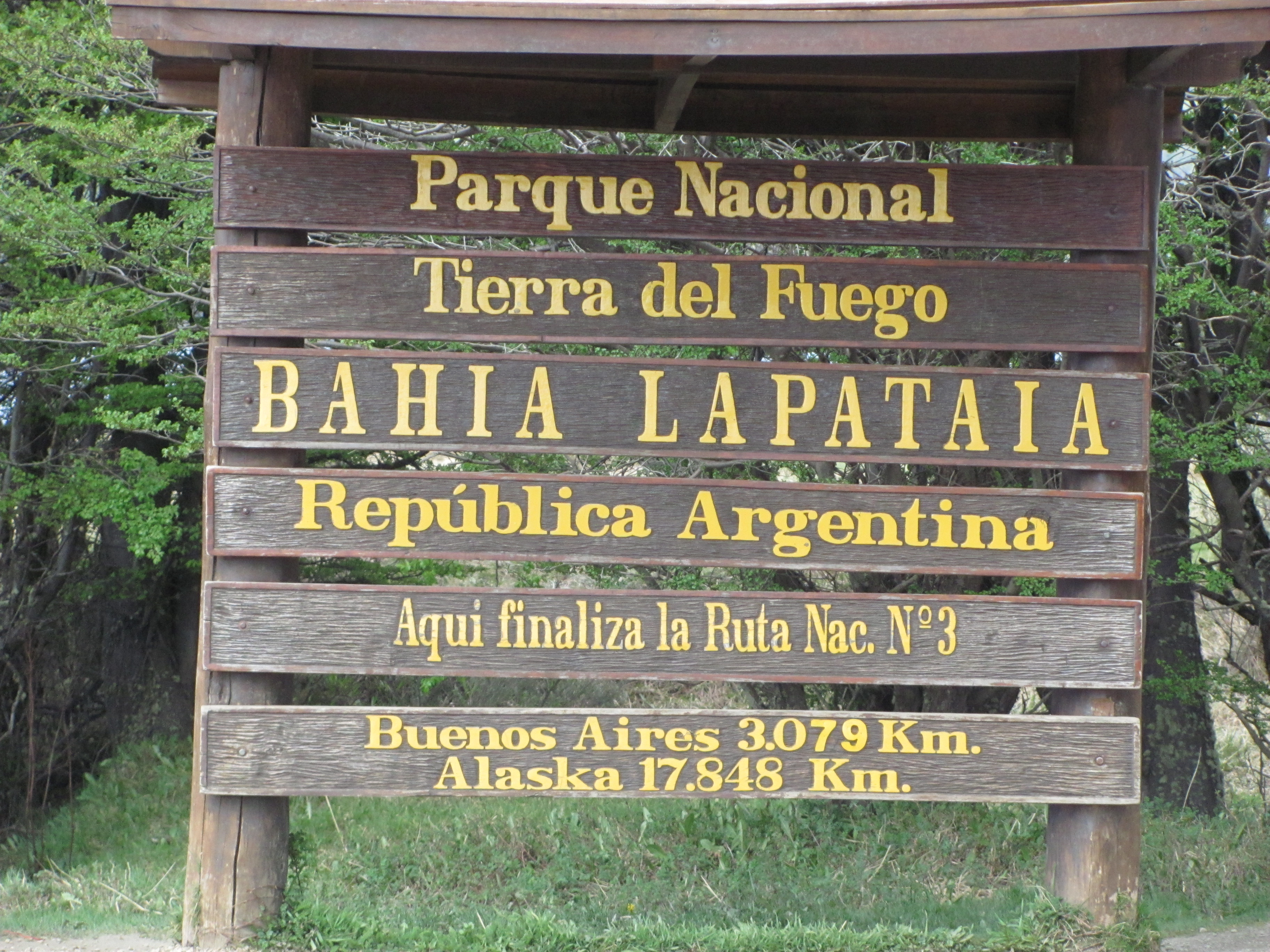
Bahía Lapataia, parque nacional de Tierra del Fuego.

En 1990 se concesionaron con cobro de peaje las rutas más transitadas del país, dividiéndose éstas en Corredores Viales.
De esta manera, en 1990 la empresa Servicios de Mantenimiento de Carreteras (Semacar) se hizo cargo del Corredor Vial número 1, que incluye la Ruta 3 entre los km 19 y 677, dentro de la Provincia de Buenos Aires, desde el empalme con la Ruta Provincial 4 en San Justo hasta Bahía Blanca, instalando peajes en Cañuelas (km 76), Azul (km 263,5) y Tres Arroyos (km 523).
En 2003 se vencían los contratos de concesión, por lo que se modificó la numeración de los corredores viales y se llamó a nueva licitación, siendo la ganadora la empresa Rutas al Sur, a la que le correspondieron los km 62 al 677 de esta carretera, es decir desde Cañuelas hacia el Sur. 
Desde el año 2010 el Corredor Vial número 1 está concesionado por la empresa CV 1 y se extiende en el tramo km 62 al 677 que corresponde desde el enlace con la Ruta Provincial 6 en Cañuelas hasta el empalme con la Ruta Nacional 252 en Grünbein.

## Obras en la ruta

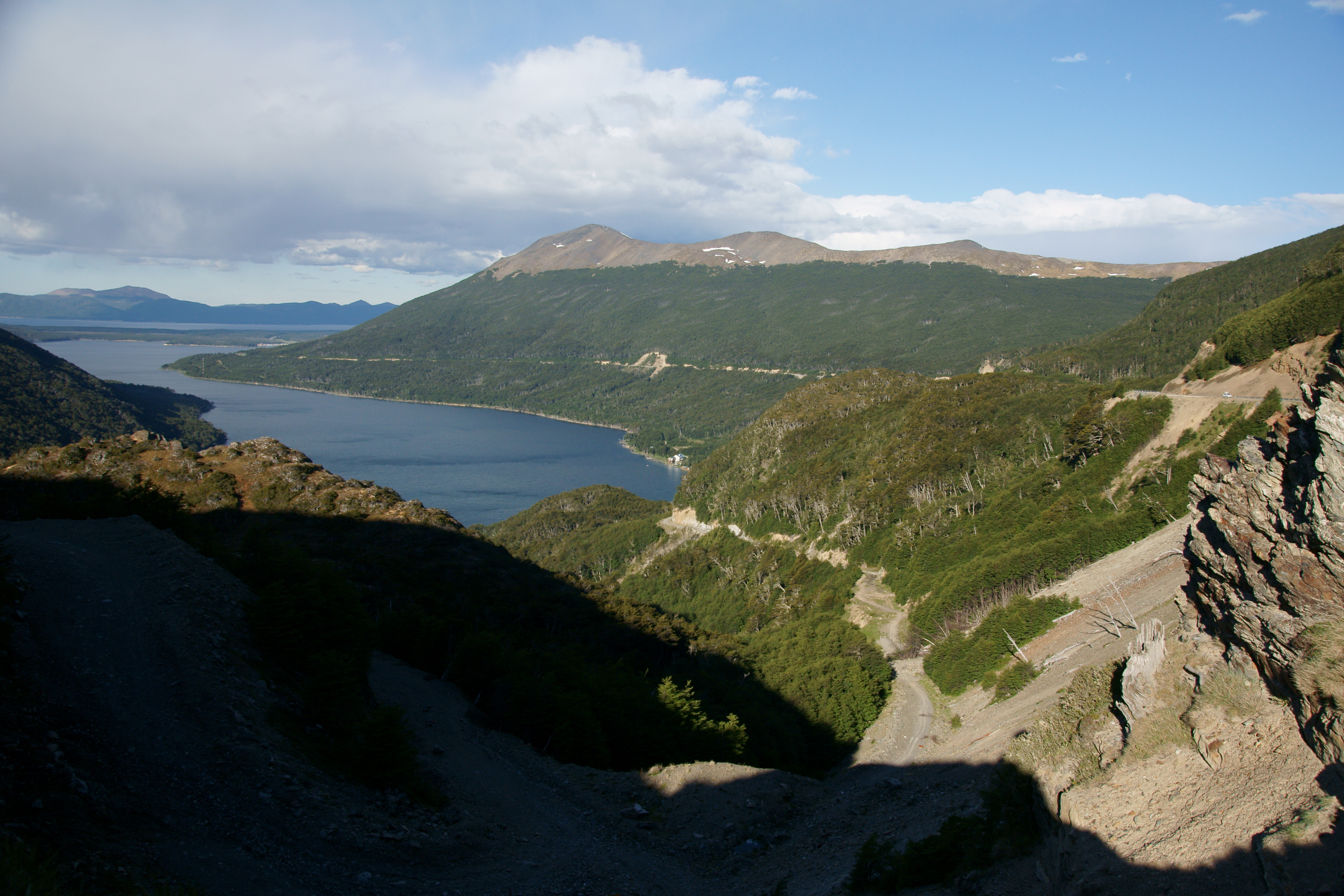
La Ruta Nacional 3 atravesando los Andes fueguinos por el Paso Garibaldi (Tierra del Fuego)

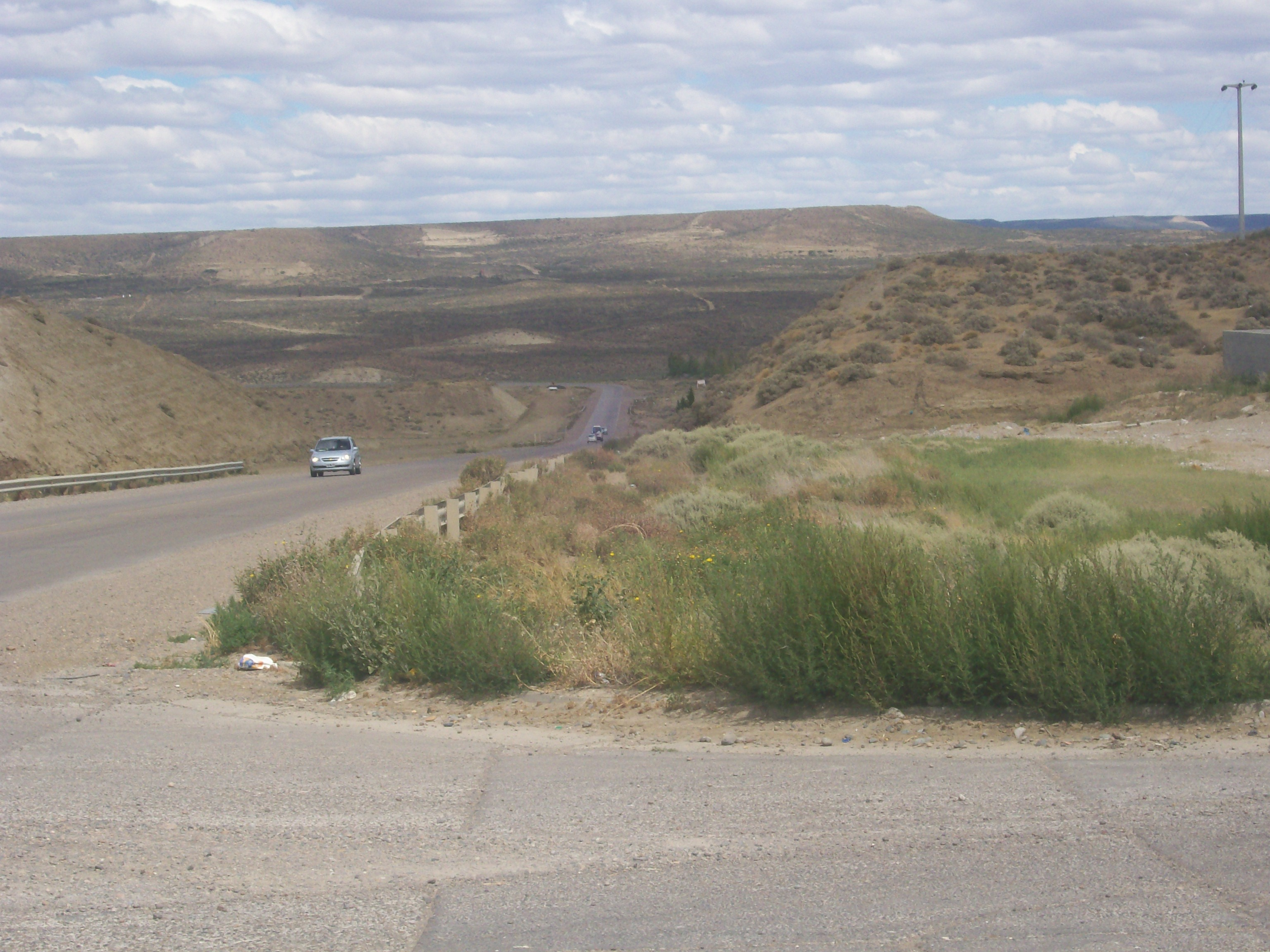
Ruta vista desde el Parque Industrial de Caleta Olivia

El primer tramo pavimentado de la Ruta Nacional 3 es el que separa Buenos Aires de Cañuelas. La sección Buenos Aires - San Justo se inauguró el 1 de febrero de 1938, mientras que la sección San Justo - Cañuelas se finalizó el 8 de octubre del mismo año.
Actualmente la Ruta 3 es una autovía (dos calzadas separadas de dos carriles cada una, sin control de accesos y con cruces a nivel) en el tramo que va desde el acceso Sur a Cañuelas hasta el cruce con la Ruta 41, en las cercanías de la ciudad de San Miguel del Monte. Dado que el tramo Buenos Aires-Cañuelas suele hacerse por la autopista a Cañuelas, el tramo respectivo de la Ruta 3 tiene actualmente un uso mayoritariamente urbano.
Para el tránsito Buenos Aires al sur, falta un tramo de unos 7,5 km que interconecte la Autopista a Cañuelas con el arranque de la autovía Ruta 3, tramo que circunda la ciudad de Cañuelas y que obliga a hacer 11 km en rutas de un carril por mano.
El 5 de septiembre de 2007 se firmó el contrato para la ejecución de la autovía de 60 km entre las ciudades chubutenses de Trelew y Puerto Madryn. Construyendo la Autovía Comodoro Rivadavia - Caleta Olivia, importante conector de 76 km uniendo a más de 250 mil habitantes.
En abril de 2018 se hizo el llamado a licitación, que caería tres meses después por falta de fondos. En 2022 el gobierno nacional comenzó la obra de repavimentación y ensanche de la autopista en la provincia de Buenos Aires. En diciembre el gobernador de Buenos Aires, Axel Kicillof, junto al ministro de Obras Públicas de la Nación, Gabriel Katopodis, iniciaron las obras por $1.620 millones para transformar parte de la traza en autopista.

## Autopistas y Autovías

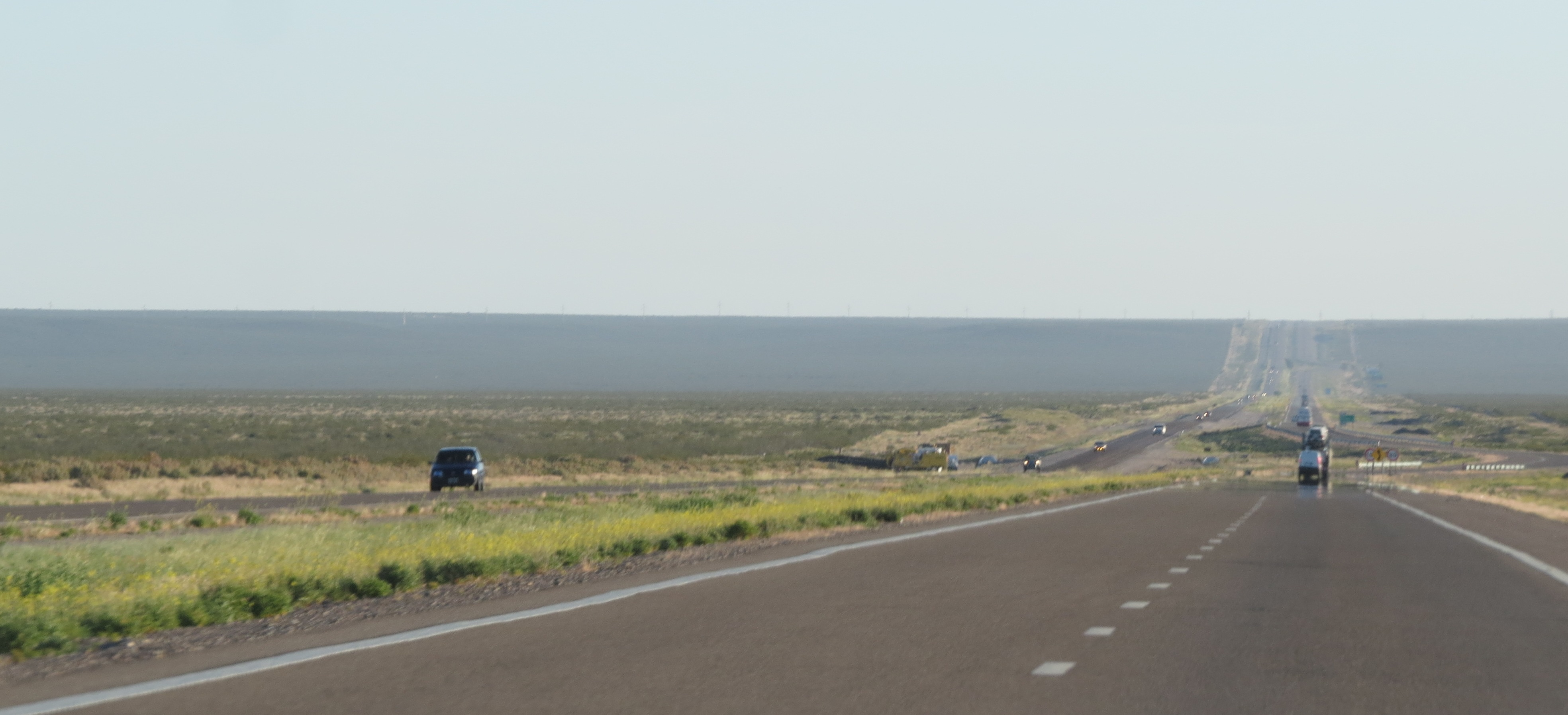
Autovía Néstor Kirchner entre Puerto Madryn y Trelew.

En ciertos tramos de la ruta donde se concentra un importante caudal vehicular se construyeron autovías para prevenir accidentes y evitar congestionamientos.
- Autovía Buenos Aires - Cañuelas (km 18-61): Construida en 2008 se distinguen cuatro tramos bien definidos:
  - km 14-18, Entre el cruce con la Avenida General Paz y la Av Juan Domingo Perón: En este tramo la ruta 3 tiene formato de avenida urbana, a partir del cruce con la calle Juan Domingo Perón comienza el Metrobús La Matanza.
  - km 18-29, entre el cruce con la Avenida Juan Domingo Peron y el Centro de Transbordo La Matanza: la ruta se transforma en una autovía de 2 carriles por mano, cruces a nivel semaforizados y colectoras bien definidas con dársenas de estacionamiento.
  - km 29-38,5, entre el Centro de Transbordo La Matanza y el futuro cruce con la Autopista Camino del Buen Ayre: Autovía de tres carriles por mano con separador central, colectoras y pasos a nivel
  - km 38,5-61, entre el futuro cruce con el Autopista Camino del Buen Ayre y la rotonda de acceso a Cañuelas: Autovía de 2 carriles por mano con cantero central, cuenta con colectoras hasta el km 48 y entre los kilómetros 52 y 56.
- Autovía Cañuelas - San Miguel del Monte (km 67,5-105): Se extiende entre el sur de Cañuelas y el cruce con la Ruta Provincial 41 cerca de San Miguel del Monte. Los carriles por mano son dos con separador central, sin control de accesos y con cruces a nivel en formato de rotonda.
- Autovía Nestor Kirchner (km 1394-1451)
- Autovía Comodoro Rivadavia - Caleta Olivia
- Autovía Piedrabuena
- Autovía 17 de Octubre

## Cabina de peaje y servicios

### Provincia de Buenos Aires
- km 18: estación de servicio Petrobras (San Justo)
- km 21: estación de servicio Shell (Isidro Casanova)
- km 22,5: estación de servicio GNC (Isidro Casanova)
- km 23,5: estación de servicio YPF (Isidro Casanova)
- km 26: estación de servicio Axxion (Gregorio de Laferrere)
- km 27: estación de servicio Shell (Gregorio de Laferrere)
- km 32: estación de servicio Shell (González Catán)
- km 35: estación de servicio YPF Dufau (Virrey del Pino)
- km 36,5: estación de servicio Axxion (Virrey del Pino)
- km 40: estación de servicio Bandera Blanca
- km 62: estación de servicio Shell Punta Cañuelas (Cañuelas)
- km 76: Estación de Peaje Cañuelas.